# واحد ۳۸
واحد ۳۸ (انگلیسی: Squad 38; کره‌ای: 38사기동대) یک مجموعه تلویزیونی محصول کره جنوبی در سال ۲۰۱۶ با بازی ما دونگ سوک، سو این گوک و سویونگ است. این مجموعه از ۱۷ ژوئن تا ۶ اوت ۲۰۱۶، روزهای جمعه و شنبه ساعت ۲۳:۰۰ (کی‌اس‌تی) از اوسی‌ان برای ۱۶ قسمت پخش شد.

## بازیگران

### اصلی
- ما دونگ سوک در نقش بک سونگ ایل / پارک وونگ چول – مدیر بخش سه اداره جمع‌آوری مالیات[۷]
- سو این گوک در نقش یانگ جونگ دو – کلاهبردار حرفه‌ای
- سویونگ در نقش چون سونگ هی – کارمند اداره جمع‌آوری مالیات